# Cosquín Rock 2017
Cosquín Rock 2017 fue la decimosépitma edición del festival Cosquín Rock, realizado en Santa María de Punilla, provincia de Córdoba (Argentina).
El festival contó con siete espacios dedicados principalmente a la música, pero también dando lugar al cine, la literatura y el humor. Entre estos se destaca la incorporación de la Casita del Blues dedicada únicamente a esta música, con algunos artistas internacionales; o también el Espacio Geiser a cargo del músico Juanse, que contó con la presencia de bandas producidas por Geiser Discos, y la proyección de un documental de la discográfica.
Esta ediciión contó con transmisión nocturna por televisión en vivo a cargo de Telefé en ocho ciudades del interior del país. y también por radio en Vorterix Rock.
Además se estableció la presencia de los Córdoba X. Entre las 17:00 y las 20:00 durante los tres días se ofrecieron shows de BMX, Skate, Trial Bike, Acrobacia en Tela, Slackline, Escalada y Parkour.

## Grilla
| Sábado 25 de febrero | Sábado 25 de febrero | Sábado 25 de febrero  | Sábado 25 de febrero       | Sábado 25 de febrero             | Sábado 25 de febrero | Sábado 25 de febrero |
| Escenario Principal  | Temático Heavy       | Quilmes Garage        | Espacio Alternativo        | Ceremonia Geiser                 | La Casita del Blues  | Escenario Punk       |
| -------------------- | -------------------- | --------------------- | -------------------------- | -------------------------------- | -------------------- | -------------------- |
| Ciro y los Persas    | Malón                | After Funky Party     | Circo del Horror           | DJ JMP                           | Omar Coleman         | Bulldog              |
| Guasones             | Exciter              | Eterna Agonía         | Roberto Pettinato          | Místicos                         | Iván Singh           | Expulsados           |
| La 25                | Carajo               | Cith                  | Los Pericos                | Huevo                            | Fernando Ormeño      | Astenia              |
| Los Gardelitos       | Horcas               | Santa Kim             | Alejandro Orlando          | Fede Cabral                      | Nico Bereciartúa     | Ceremonia            |
| Rich Robinson        | Viticus              | Alvacío               | Documental: Cachai Cosquín | Viva Elástico                    |                      | Cabeza Hueca         |
| Salta La Banca       | Lovorne              | Los Navarros          |                            | Juanse & The Band                |                      | Shor                 |
| El Bordo             | La Naranja           | Nóstica               |                            | Juan Ingaramo                    |                      | Oil                  |
| Ojos Locos           | Plan 4               | Que Bien Que Te Queda |                            | Cítrico                          |                      | Tamadre              |
| Barrio Viejo         | Los Antiguos         | Las Frases de Samuel  |                            | Coche                            |                      | Monos En Bolas       |
| Coverheads           | Pésame               | Ardid                 |                            | Documental: Llegando Las Sierras |                      | La Danza             |
| Perro Ciego          | El Buen Salvaje      | Cristales             |                            |                                  |                      | Eterno Novato        |
| Revanchistas         |                      | Lord Inmigrant        |                            |                                  |                      | Radiales             |
|                      |                      | La Flora Bartola      |                            |                                  |                      |                      |
|                      |                      | Rocket                |                            |                                  |                      |                      |

| Domingo 26 de febrero                | Domingo 26 de febrero      | Domingo 26 de febrero | Domingo 26 de febrero | Domingo 26 de febrero            | Domingo 26 de febrero              | Domingo 26 de febrero |
| Escenario Principal                  | Temático Reggae            | Quilmes Garage        | Espacio Alternativo   | Ceremonia Geiser                 | La Casita del Blues                | Escenario Metal       |
| ------------------------------------ | -------------------------- | --------------------- | --------------------- | -------------------------------- | ---------------------------------- | --------------------- |
| Los Fabulosos Cadillacs              | Nonpalidece                | Barco                 | Fiestas gitanas       | DJ Sonicnoise                    | Slam Allen                         | Lethal                |
| Skay y los Fakires                   | Tributo Negro García López | Indios                | Circo del Horror      | Ok Pirámides                     | César Valdomir & The Blue Midnight | Rowek                 |
| La Vela Puerca                       | Dancing Mood               | Valdes                | Alfredo Casero        | Placer                           | Lonesome Poly & the Last Train     | Arraigo               |
| Los Cafres                           | Todos Tus Muertos          | Telescopios           | Los Pericos           | Rayos Láser                      |                                    | Rey Argento           |
| Los Caligaris                        | Dub Inc                    | Shoot The Radio       | Roberto Pettinato     | Francisca & Los Exploradores     |                                    | La Rastrojera         |
| Panteón Rococó                       | El Siempreterno            | Jvlian                | Rocambole             | Juanse & The Band                |                                    | Coral                 |
| Jóvenes Pordioseros                  | Blackdali                  | Qi                    |                       | Cállate Mark                     |                                    | Ojo Ácido             |
| De La Gran Piñata                    | Golden Ganga               | Bandalos Chinos       |                       | Fetzet                           |                                    | P.A.C.T.O             |
| Cuca                                 | Cuchillazo                 | Sir Hope              |                       | Visión                           |                                    | Torke                 |
| La Perra Que Los Parió               | Sol Pereyra                | Delta Venus           |                       | Documental: Llegando Las Sierras |                                    | Ser o No Ser          |
| Claudio Kleiman & la Banda de Sonido | Mamita Peyote              | La Isla Común         |                       |                                  |                                    | C.R.U.S.H.            |
|                                      |                            |                       |                       |                                  |                                    | Fucksion              |

| Lunes 27 de Febrero    | Lunes 27 de Febrero   | Lunes 27 de Febrero     | Lunes 27 de Febrero | Lunes 27 de Febrero              | Lunes 27 de Febrero | Lunes 27 de Febrero    |
| Escenario Principal    | Temático Rock 50 Años | Quilmes Garage          | Espacio Alternativo | Ceremonia Geiser                 | La Casita del Blues | Escenario Rock         |
| ---------------------- | --------------------- | ----------------------- | ------------------- | -------------------------------- | ------------------- | ---------------------- |
| La Beriso              | Los Twist             | Los Espíritus           | Circo del Horror    | DJ Cecilia Amenabar              | Botafogo            | La Vieja Ruta          |
| Las Pelotas            | David Lebón           | Valentín y los Volcanes | Hernán Casciari     | Ibiza Pareo                      | Jimmy Rip           | Víctor Roger           |
| Kapanga                | Pedro Aznar           | Detonantes              | Los Pericos         | Un                               | Gente Negra         | Madre Negra            |
| Attaque 77             | Fito Páez             | Perras on the Beach     | Flaco Pailos        | Banda de Turistas                |                     | La Whillington Tinto   |
| Los Violadores         | Fabiana Cantilo       | Shoot The Radio         | Víctor Pintos       | Diosque                          |                     | La Mocosa              |
| Los Guarros            | Willy Quiroga         | Nina                    |                     | Juanse & The Band                |                     | Rock a la Orden        |
| La Que Faltaba         | Celeste Carballo      | Anticasper              |                     | Olímpica                         |                     | Trebolares             |
| Carl Palmer            | Ricardo Soulé         | Pilotos                 |                     | Weste                            |                     | 1 Segundo es Demasiado |
| Palo Pandolfo          | Javier Martínez       | Surikata Ki             |                     | Banda Fri                        |                     | Almas Rodantes         |
| Cuatro al Hilo         | Alejandro Medina      | Usted Señálemelo        |                     | Documental: Llegando Las Sierras |                     | Antiviral              |
| El Plan de la Mariposa | Golosinas Peligrosas  | Los Monkys              |                     |                                  |                     | La Viajera             |
|                        |                       | Translúcido             |                     |                                  |                     | La Loconia             |
|                        |                       |                         |                     |                                  |                     | Gritos de Avalancha    |
|                        |                       |                         |                     |                                  |                     | Exiliado               |
|                        |                       |                         |                     |                                  |                     | La Garufa              |